# Visszatérés Óz birodalmába
A Visszatérés Óz birodalmába (eredeti cím: Legends of Oz: Dorothy's Return) 2013-ban bemutatott amerikai–kanadai 3D-s számítógépes animációs film, rendezői Will Finn és Dan St. Pierre, producerei Roland Carroll, Ryan Carroll és Bonne Radford, írói Adam Balsam és Randi Barnes, zeneszerzője Toby Chu. A mozifilm a Summertime Entertainment és Prana Studios gyártásában készült, a Clarius Entertainment forgalmazta. Műfaját tekintve fantasyfilm és filmmusical.
Amerikában 2013. június 14-én mutatták be, Magyarországon 2014. május 8-án.

## Szereplők
| Szereplő        | Eredeti hang      | Magyar hang        |
| --------------- | ----------------- | ------------------ |
| Dorothy         | Lea Michele       | Oroszlán Szonja    |
| Madárijesztő    | Dan Aykroyd       | Schnell Ádám       |
| Bádogember      | Kelsey Grammer    | Csankó Zoltán      |
| Oroszlán        | James Belushi     | Schneider Zoltán   |
| Porcelánka      | Megan Hilty       | Zakariás Éva       |
| Pille tábornagy | Hugh Dancy        | Kautzky Armand     |
| IQ              | Oliver Platt      | Kerekes József     |
| Bolond          | Martin Short      | Rajkai Zoltán      |
| Tugg            | Patrick Stewart   | Harsányi Gábor     |
| Glinda          | Bernadette Peters | Hámori Eszter      |
| Em néni         | Tacey Adams       | Kisfalvi Krisztina |
| Henry bácsi     | Michael Krawic    | Laklóth Aladár     |

További magyar hangok: Kapácsy Miklós, Kocsis Mariann, Szacsvay László, Várkonyi András, Vida Péter